# Marché dépôt de Parakou
Le marché dépôt de Parakou est situé près de la gare de la ville de Parakou dans le département du Borgou au Nord du Bénin,,,,. Dans ce marché, on vend principalement toutes sortes de produits liés à l'alimentation,'.
Hormis les produits vivriers, on trouve également dans ce marché  des produits artisanaux et des biens manufacturés, en somme tout ce qui peut être acheté ou vendu.
Moins grand que le marché Arzeke, le marché dépôt était géré par la Société de gestion des marchés de Parakou qui s'est vu retiré sa licence par la mairie de la ville pour mauvaise gestion. Aujourd'hui, le marché est sous la tutelle de la commune.